# スティーヴ・ハミルトン (作家)
スティーヴ・ハミルトン（Steve Hamilton、1961年1月10日 - ）は、アメリカ合衆国の推理作家。ミシガン州デトロイトで生まれ育った。

## 経歴
1983年、ミシガン大学を卒業。同大学在学中に執筆した作品で、アメリカの有名脚本家アヴェリー・ホップウッドが創作活動を奨励するために創設したホップウッド賞を獲得。1998年、アメリカ私立探偵作家クラブが大手出版社セント・マーティンズ社と共催した新人賞を受賞した処女作『氷の闇を越えて』（原題：A Cold Day in Paradise ）でエドガー賞 処女長編賞とシェイマス賞 新人賞を相次いで受賞し、アンソニー賞やバリー賞の候補にもなり注目を集める。2006年、ミシガン文学協会が授与するミシガン作家賞を受賞。2011年には、『解錠師』（原題：The Lock Artist ）でエドガー賞 長編賞を受賞する。
子供の頃から推理作家を志し、12歳の時にはエラリー・クイーンに短編小説を送ったこともある（「No, Thank you」のカードと共に送り返された）。
現在は、ニューヨーク州にあるIBM本社に勤める兼業作家で、妻と子ども2人の4人暮らしである。執筆活動は家族の就寝後に行っている。

## 作品リスト
アレックス・マクナイト (Alex McKnight) シリーズ
| # | 邦題               | 原題                    | 刊行年 | 刊行年月  | 出版社   | 訳者     | ISBN                |
| - | ------------------ | ----------------------- | ------ | --------- | -------- | -------- | ------------------- |
| 1 | 氷の闇を超えて     | A Cold Day in Paradise  | 1998年 | 2000年4月 | 早川書房 | 越前敏弥 | ISBN 978-4151718519 |
| 2 | ウルフ・ムーンの夜 | Winter of the Wolf Moon | 2000年 | 2001年1月 | 早川書房 | 越前敏弥 | ISBN 978-4151718526 |
| 3 | 狩りの風よ吹け     | The Hunting Wind        | 2002年 | 2002年5月 | 早川書房 | 越前敏弥 | ISBN 978-4151718533 |
| 4 |                    | North of Nowhere        | 2003年 |           |          |          | ISBN 978-0312268978 |
| 5 |                    | Blood is the Sky        | 2004年 |           |          |          | ISBN 978-0312301156 |
| 6 |                    | Ice Run                 | 2005年 |           |          |          | ISBN 978-0786268863 |
| 7 |                    | A Stolen Season         | 2006年 |           |          |          | ISBN 978-0312353605 |
| 8 |                    | Misery Bay              | 2011年 |           |          |          | ISBN 978-0312380434 |
その他の作品
| # | 邦題                         | 原題                          | 刊行年 | 刊行年月   | 出版社   | 訳者     | ISBN                |
| - | ---------------------------- | ----------------------------- | ------ | ---------- | -------- | -------- | ------------------- |
| 1 |                              | Night Work                    | 2007年 |            |          |          | ISBN 978-0312353612 |
| 2 | 解錠師                       | The Lock Artist               | 2009年 | 2011年12月 | 早川書房 | 越前敏弥 | ISBN 978-4150018542 |
| 3 | ニック・メイソンの第二の人生 | The Second Life of Nick Mason | 2016年 | 2017年6月  | 角川文庫 | 越前敏弥 | ISBN 978-4041027165 |

## 受賞・ノミネート歴
- 1998年：『氷の闇を越えて』でセント・マーティンズ社 / アメリカ私立探偵作家クラブ共催ミステリ新人賞受賞
- 1999年：『氷の闇を超えて』でシェイマス賞 新人賞受賞、エドガー賞 処女長編賞受賞、アンソニー賞 新人賞ノミネート、バリー賞 新人賞ノミネート
- 2001年：『ウルフ・ムーンの夜』でバリー賞 長編賞受賞
- 2003年："North of Nowhere" でアンソニー賞 長編賞ノミネート、バリー賞 長編賞ノミネート
- 2004年："Blood is the Sky" でアンソニー賞 長編賞ノミネート、ガムシュー賞 最優秀ミステリ賞受賞
- 2008年："Night Work" でCWAゴールド・ダガー賞ノミネート
- 2011年：『解錠師』でエドガー賞 長編賞受賞、アンソニー賞 長編賞ノミネート、CWAゴールド・ダガー賞ノミネート、バリー賞 長編賞ノミネート